# Spinixestus siteteus
Spinixestus siteteus is een hooiwagen uit de familie Assamiidae.